# 菊地宏
菊地 宏（きくち ひろし、1972年 - ）は、日本の建築家。武蔵野美術大学造形学部建築学科教授。菊地宏建築設計事務所主宰。東京理科大学大学院修了。

## 略歴
- 1972年 東京都に生まれる
- 1996年 東京理科大学工学部第一部建築学科卒業
- 1998年 東京理科大学大学院工学研究科建築学専攻修士課程修了
- 1998年-1999年 妹島和世建築設計事務所
- 2000年-2004年 ヘルツォーク&ド・ムーロン建築事務所（プラダ南青山店、サントヤコブタワー、北京オリンピックスタジアムを担当）
- 2000年-2004年 スイス・バーゼル在住
- 2004年- 菊地宏建築設計事務所主宰

## 教職
- 2004年-2007年 東京理科大学助手
- 2007年-2010年 東京理科大学非常勤講師
- 2007年-2012年 京都造形芸術大学非常勤講師
- 2008年-2009年 共立女子大学非常勤講師
- 2008年-2009年 武蔵野美術大学非常勤講師
- 2009年 法政大学兼任講師
- 2010年-2018年 武蔵野美術大学准教授
- 2018年- 武蔵野美術大学教授

## 受賞歴
- 1996年 第5回JIA東京都学生卒業設計コンクール金賞
- 1998年 新建築住宅設計競技1等賞（審査員-ジャック・ヘルツォーク）
- 2006年 東京建築士会住宅建築賞奨励賞
- 2006年 グッドデザイン賞2006
- 2006年 JCDデザインアワード入賞
- 2009年 東京建築士会住宅建築賞
- 2009年 グッドデザイン賞2009
- 2012年 第32回 INAXデザインコンテスト入賞

## 代表作品
- 2005年 プリズミックギャラリー（東京都港区南青山）
- 2005年 松原ハウス（東京都世田谷区松原）
- 2006年 LUZ STORE（東京都渋谷区神宮前）
- 2007年 南洋堂書店改修（東京都千代田区神田神保町）
- 2009年 大泉の家（東京都練馬区大泉学園町）
- 2009年 浜田山の集合住宅（東京都杉並区浜田山）
- 2011年 畑の見える家（東京都）
- 2012年 尾根道の家（東京都）
- 2015年 半円ヴォールトの家（東京都）

## 展覧会
- 2005年 菊地宏展@プリズミックギャラリー
- 2007年 菊地宏展-自然観察から生活の豊かさへ@新宿OZONE
- 2007年 菊地宏展-光の到達するところ@南洋堂N+
- 2008年 菊地宏展-THE MODELS@BankART NYK
- 2009年 菊地宏展-FOTOTEST@radlab.
- 2010年 建築はどこにあるの?7つのインスタレーション展@東京国立近代美術館
- 2010年 菊地宏展@TITギャラリー
- 2011年 東京の微地形模型展@南洋堂N+
- 2012年 続編-東京の微地形模型展@南洋堂N+